# 3703 Volkonskaya
A 3703 Volkonskaya (ideiglenes jelöléssel 1978 PU3) a Naprendszer kisbolygóövében található aszteroida. Ljudmila Ivanovna Csernih fedezte fel 1978. augusztus 9-én.